# Evaporativ køling
|  | Sammenskrivningsforslag Artiklerne Fjernkøling, Evaporativ køling er foreslået sammenskrevet. (Siden maj 2017) Diskutér forslaget |

Evaporativ køling er en naturlig og energieffektiv metode til at køle luften i forskellige miljøer. 
Fænomenet opstår når fint forstøvet vand via dyser tilføres luften, og får temperaturen til at falde. Det er samme koncept som naturen bruger når den afkøler luften ved hjælp af vanddampe, eller som mennesker oplever når de sveder, og huden pludselig køles ned på grund af den kolde luft omkring dem.
Vi kender også alle den effekt på os selv når vi træder ud af badet, og vi pludselig bliver kolde. Sådan fungerer evaporativ køling også. Denne proces bruger energien fra luften, og kræver 0,68 KW pr. liter forstøvet vand for at fordampningsprocessen kan nedsætte lufttemperaturen og samtidig øge den relative luftfugtighed. 

## Evaporativ køling bruges mange forskellige steder og under varierede forhold fx
- Det lokale supermarked som køler deres frugter og grøntsager
- Produktionsvirksomheder der arbejder med fx træ, papir, elektronik, plast, metal, fødevarer, mm.
- Store datacentre med tusindvis af varme computere der kører hele døgnet i serverrum
- Køling af bedepladsen i Medina midt ude i ørkenen (15 hektar)

Det kan give energibesparelser at kunne skrue ned for ventilationen. Men også de helbreds- og trivselsmæssige fordele ved at hæve luftfugtigheden vil kunne påvirke positivt, da indeklimaet i produktionsmiljøer ofte er alt for tørt til at vi mennesker trives godt i det.

## De overordnede fordele ved evaporativ køling er væsentlige, men der findes også nogle sidegevinster som er værd at nævne
- Man har fuld kontrol over luftfugtigheden
- Kraftig reducering af statisk elektricitet (ESD)
- Mindre materialespild og dimensionsændringer
- Færre maskinstop og justeringer
- Svævestøv reduceres kraftigt
- Mindre fare for svingende produktkvalitet og afvigende produkttolerancer

Når kølingseffekten skal udregnes skal man tage diverse faktorer i betragtning såsom geografisk lokation, ude- og indetemperaturer, relativ luftfugtighed, varmeudviklende processer og nuværende ventilation og luftskifte. 
Det kan godt betale sig at indhente hjælp til denne proces, da udregningen skal være helt nøjagtig for at opnå effekten af evaporativ køling.
 Der er for få eller ingen kildehenvisninger i denne artikel, hvilket er et problem. Du kan hjælpe ved at angive troværdige kilder til de påstande, som fremføres i artiklen.